# Namtumbo
Namtumbo es un valiato de Tanzania perteneciente a la región de Ruvuma.
En 2012, el valiato tenía una población de 201 639 habitantes, de los cuales 19 275 vivían en la kata de Namtumbo.
El valiato se ubica en el centro-este de la región, limitando al norte con la región de Morogoro y al noreste con la región de Lindi. El territorio del valiato incluye la periferia oriental de la capital regional Songea. Al sur es fronterizo con Mozambique, marcando la frontera el río Rovuma. La localidad se ubica unos 50 km al este de Songea, sobre la carretera A19 que lleva a Mtwara.

## Subdivisiones
Comprende 18 katas:
- Hanga
- Kitanda
- Ligera
- Likuyuseka
- Limamu
- Litola
- Luchili
- Luegu
- Lusewa
- Magazini
- Mchomoro
- Mgombasi
- Mkongo
- Mputa
- Msindo
- Namabengo
- Namtumbo (la capital)
- Rwinga